# Seattle Reign
Die Seattle Reign waren eine US-amerikanische Damen-Basketball-Mannschaft der American Basketball League mit Sitz in Seattle im US-Bundesstaat Washington.
Die Reign spielten von 1996 bis 1998 insgesamt drei Saisons in der ABL, dabei erzielten sie in der Saison 1996/97 und 1998 den dritten Platz der Western Conference – wobei die Saison 1998 aufgrund der Auflösung der Liga nicht mehr bis zum Ende ausgetragen wurde. Mit der Auflösung der ABL wurde auch der Spielbetrieb der Reign eingestellt. Kurz nach der Auflösung des Klubs, bewarb sich die Stadt um eine Profi-Mannschaft in der Women’s National Basketball Association (WNBA). Im Juni 1999 wurde der Stadt eine WNBA-Franchise zugesichert. Im Jahr 2000 nahmen die Seattle Storm ihren Spielbetrieb in der WNBA auf.

## Saisonstatistik
Abkürzungen: GP = Spiele, W = Siege, L = Niederlagen
| Saison  | GP | W  | L  | Siege in % | Platzierung                        |
| 1996/97 | 40 | 17 | 23 | 42,5       | 3. Platz in der Western Conference |
| 1997/98 | 44 | 15 | 29 | 34,0       | 5. Platz in der Western Conference |
| 1998    | 15 | 8  | 7  | 53,3       | 3. Platz in der Western Conference |
| Gesamt  | 99 | 40 | 59 | 40,4       |                                    |